# Сондыков, Василий Семёнович
Василий Семёнович Сондыков (род. 9 января 1945, село Селиярово, в Ханты-Мансийском районе, Ханты-Мансийский автономный округ — Югра — советский и российский государственный и политический деятель. Представитель Думы Ханты-Мансийского автономного округа — Югры в Совете Федерации от органов законодательной власти в 2015—2016 годах. Председатель Думы Ханты-Мансийского автономного округа — Югры шестого созыва, кандидат политических наук, профессор.

## Биография
Василий Семёнович Сондыков родился 9 января 1945 года в селе Селиярово Ханты-Мансийского района Ханты-Мансийского автономного округа-Югры в семье рыбака и доярки.
С 1960 по 1964 год начал свой трудовой путь в должности рабочего рыболовецкого совхоза «Сибирь» Тюменской области.
C 1964 — 1967 год проходил службу в Советской Армии.
После демобилизации в 1968 году и до 1974 года работал автослесарем и водителем автобазы Главтюменнефтегазстроя.
C 1971 по 1975 год начал свою политическую карьеру в качестве депутата Тюменского областного Совета народных депутатов XIII—XIV созывов.
С 1974 по 1978 год — водитель 2-го класса, секретарь комсомольской организации треста «Мегионгазстрой».
С 1978 по 1981 год работал в должности заместителя начальника строительного управления № 13 треста «Мегионгазстрой».
С 1981 по 1986 год был секретарём партийного комитета треста «Мегионгазстрой», председателем партийной комиссии при городском комитете КПСС.
С 1986 по 1990 год занимал должность председателя исполкома Нижневартовского районного Совета народных депутатов.
C 1990 по 1994 год занимал должность председателя Нижневартовского районного Совета народных депутатов.
C 1994 по 1998 год работал в качестве генерального директора Фонда реконструкции и развития Нижневартовского региона.
C 1996 года по 2001 год занимал должность депутата и заместителя председателя Думы Ханты-Мансийского автономного округа по делам малочисленных народов Севера.
С 1998 по 1999 год находился в администрации Ханты-Мансийского автономного округа по вопросам малочисленных народов Севера в качестве заместителя Главы, был председателем общественного Совета по национальной политике.
С января 2001 по март 2011 года был Председателем Думы Ханты-Мансийского автономного округа — Югры третьего и четвёртого созывов.
Член партии «Единая Россия» c 28 сентября 2002 года.
С 2010 по 2011 год занимал позицию Руководителя депутатской фракции Всероссийской политической Партии «Единая Россия» в Думе Ханты-Мансийского автономного округа — Югры.
С 2011 по 2015 год до избрания в Совет Федерации занимал должность депутата Думы Ханты-Мансийского автономного округа — Югры пятого созыва, был членом Комитета Думы автономного округа по законодательству, вопросам государственной власти и местному самоуправлению, членом Постоянной комиссии Думы автономного округа по регламенту, вопросам депутатской деятельности и этике.
С 29 октября 2015 по октябрь 2016 года — член Совета Федерации — представитель Думы Ханты-Мансийского автономного округа — Югры.
С октября 2016 года занимает должность Председателя Думы Ханты-Мансийского автономного округа — Югры шестого созыва.
Является соавтором законопроекта № 964592-6 О внесении изменений в Федеральный закон «Об основных гарантиях прав ребёнка в Российской Федерации» (совместно с другими депутатами)
Женат, воспитывает двоих сыновей.

## Награды
- Медаль «Двадцать лет Победы в Великой Отечественной войне» (1965 год);
- Юбилейная медаль «За доблестный труд. В ознаменование 100-летия со дня

рождения В. И. Ленина» (1973 год);
- Медаль «За освоение недр и развитие нефтегазового комплекса Западной Сибири»

(1978 год);
- Медаль ордена «Ветеран труда» (1988 год);
- Юбилейная медаль «70 лет Вооружённых сил СССР» (1988 год);
- Серебряная медаль «За укрепление уголовно-исполнительной системы» (2001 год);
- Медаль Минобороны РФ «За укрепление боевого содружества» (2002 год);
- Медаль Минобороны РФ «За укрепление боевого содружества» (2005 год);
- Медаль «В память 200-летия Минюста России»;
- Медаль «200 лет МВД России»;
- Медаль Министерства юстиции «Анатолия Кони»;
- Орден Дружбы народов (1973 год);
- Орден Почёта;
- Орден «За заслуги перед Отечеством» IV степени (2005 год)[11];
- Орден Святого благоверного Даниила князя Московского III степени[11];
- Орден «За честь и доблесть» (премия «Российский национальный олимп»);
- Почётный гражданин Ханты-Мансийского района;
- Почётный гражданин Ханты-Мансийского автономного округа;
- Почётная грамота Совета Федерации Федерального Собрания Российской Федерации;
- Почётная грамота Думы Ханты-Мансийского автономного округа (2004 год);
- Почётная грамота Государственной Думы Федерального Собрания Российской Федерации (2004 год);
- Почётная грамота Губернатора Тюменской области (2004 год);
- Почётная грамота Министерства строительства предприятий нефтяной и газовой промышленности;
- Звание «Почётный нефтегазостроитель» (2004 год);
- Звание почётного доктора Томского государственного архитектурно-строительного университета (2002 год).